# Orde van de Gordel van de Hoop
De Orde van de Gordel van de Hoop was een ridderorde die in 1389 door koning Karel VI van Frankrijk werd gesticht en was aan "Onze Lieve Vrouwe die de verdwaalde jagers weer thuisbrengt" gewijd.
Andere bronnen waaronder Menestrier noemen Lodewijk van Bourbon als stichter.
De orde is een van de historische orden van Frankrijk.